# Small Sports Car
Small Sports Car, SSC – chiński producent elektrycznych samochodów sportowych, z siedzibą w Tiencinie, działający od 2022 roku. Należy do chińskiej firmy tuningowej Tianjin Gongjiangpai Auto Technology.

## Historia
We wrześniu 2022 roku Feng Xiaotong, założyciel chińskiej firmy tuningowej Tianjin Gongjiangpai Auto Technology, przedstawił przedprodukcyjny prototyp pierwszego samochodu w postaci lekkiego, elektrycznego coupe nowo powstałej marki Small Sports Car (SSC). Realizacja tego przedsięwzięcia przez niewielki startup z Tiencinu było możliwe dzięki stabilnemu finansowaniu ze strony ważnego inwestora – chińskiego giganta technologicznego Xiaomi. Tuż po prezentacji SSC SC-01, firma rozpoczęła gromadzenie depozytów spośród pierwszych zainteresowanych zakupem małego coupe, a także przystąpiła do testów przedprodukcyjnych zamaskowanych egzemplarzy. Te weszły w zaawansowaną fazę rok później, kiedy to we wrześniu 2023 sfotografowano grupę SC-01 w kamuflażu podczas jazd w pustynnych warunkach w mieście Turpan. Ostatecznie, produkcja pojazdu rozpoczęła się w styczniu 2024, z planami uruchomienia regularnej sprzedaży tuż po tym.

## Modele samochodów

### Obecnie produkowane
- SC-01